# Anjīr Bāghī
Anjīr Bāghī (persiska: انجير باغی, اِنجيل باغی) är en ort i Iran.   Den ligger i provinsen Hamadan, i den nordvästra delen av landet, 270 km väster om huvudstaden Teheran. Anjīr Bāghī ligger 1 787 meter över havet och antalet invånare är 224.
Terrängen runt Anjīr Bāghī är platt åt nordost, men åt sydväst är den kuperad. Runt Anjīr Bāghī är det ganska tätbefolkat, med 54 invånare per kvadratkilometer. Närmaste större samhälle är Kabūdarāhang, 17,5 km öster om Anjīr Bāghī. Trakten runt Anjīr Bāghī består i huvudsak av gräsmarker.